# Aeroportul Internațional McAllen-Miller
Aeroportul Internațional McAllen-Miller (IATA: MFE, ICAO: KMFE, FAA LID: MFE) este un aeroport din Texas, Statele Unite ale Americii ce deservește zona McAllen⁠(d). Aeroportul a fost tranzitat în 2023 de 964.246 de pasageri. A fost numit după zona deservită.
Situat la o altitudine de 33 m, aeroportul dispune de 2 piste.

## Infrastructură

### Piste
Aeroportul dispune de 2 piste. Pista 14/32 are suprafața de asfalt și dimensiunile 7.120 picioare × 150 picioare. Pista 18/36 are suprafața de asfalt și dimensiunile 2.638 picioare × 60 picioare. 